# Timezrit (Boumerdès)
Timezrit (em árabe: تمزريت) é uma cidade e comuna localizada na província de Boumerdès, Argélia. Segundo o censo de 2008, a população total da cidade era de 9 991 habitantes.